# Maerten Boelema de Stomme

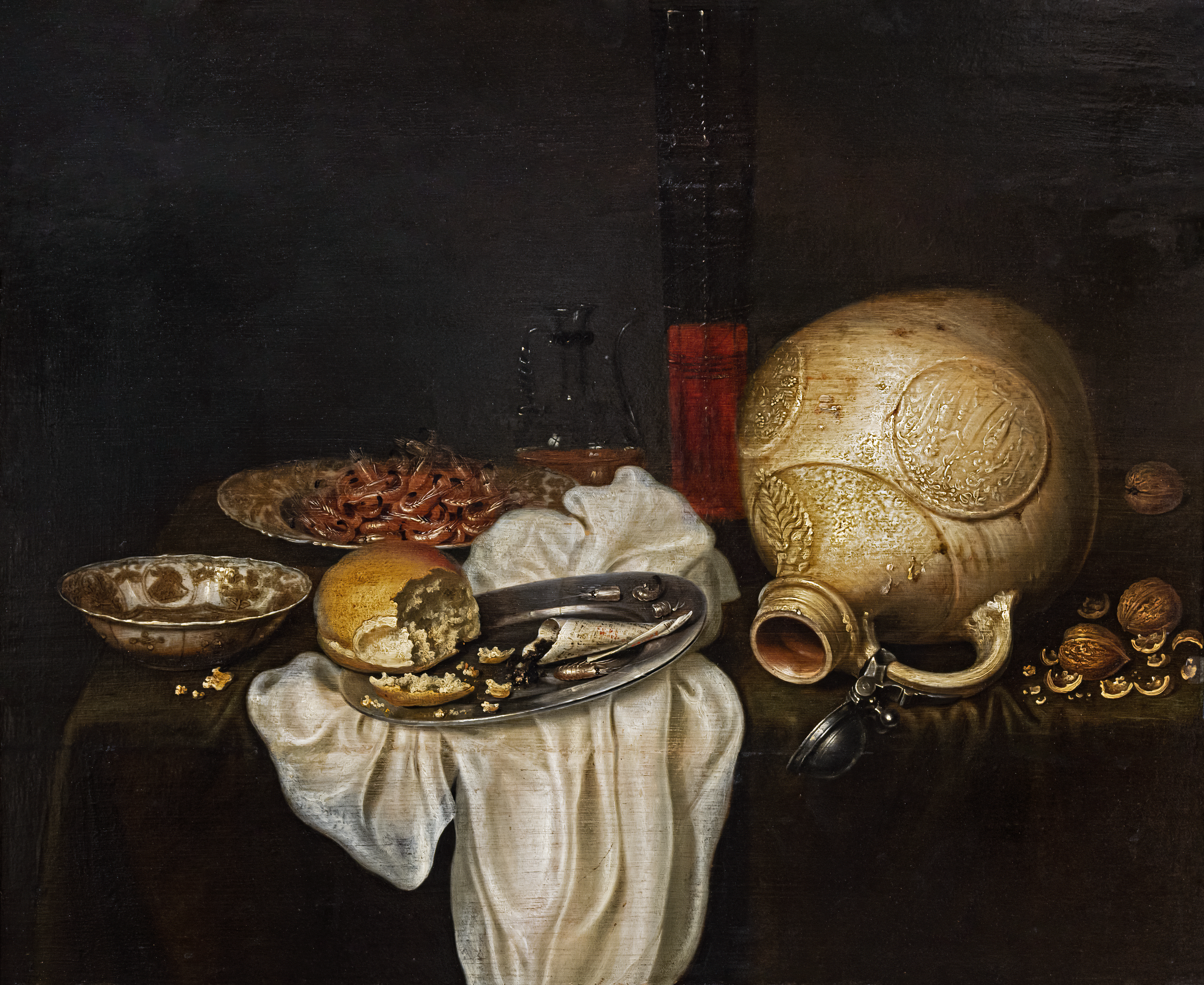
Stilleven met kan en garnalen

Maerten Boelema de Stomme (gedoopt Leeuwarden, 17 februari 1611 - Haarlem, 1644) was een Nederlands kunstschilder uit de periode van de Gouden Eeuw. Hij vervaardigde stillevens. 
Zijn bijnaam 'de stomme' verwijst naar het feit dat hij doofstom was, wat hem er niet van weerhield zijn werken te signeren als 'M.B. de Stomme'.
Maerten Boelema was een leerling van Willem Claesz. Heda, een meester in het genre, bij wie hij sinds 1642 in Haarlem in de leer was. Hij overleed op jeugdige leeftijd en in een periode van twee jaar (1642 - 1644) vervaardigde hij ongeveer twintig stillevens, onder andere met vruchten en met 'banketjes' en 'ontbijtgens'. Gezien zijn stijl moet hij al voor zijn leertijd een bekwaam schilder zijn geweest.